# Мернс, Дэвид
Дэвид Луис Мернс — американский океанограф и эксперт по глубоководным исследованиям, много лет проживающий в Великобритании. Он известен тем, что нашёл крушения нескольких кораблей времён Второй мировой войны. Мернс и компания, которую он основал, «Blue Water Recoveries Ltd», попали в «Книгу рекордов Гиннесса» благодаря обнаружению самого глубокого крушения, когда-либо найденного, немецкого блокадопрорывателя «Рио-Гранде», расположенного на глубине 5762 метра.
В 2001 г. экспедиция под его руководством обнаружила на дне Атлантического океана линейный крейсер Hood, затонувший 24 мая 1941 г. в ходе боя с немецкими кораблями в Датском проливе.
В 2008 году Мернс по поручению австралийских властей обнаружил крушение крейсера HMAS «Сидней» и вспомогательного крейсера времён Третьего рейха «Корморан», которые затонули в результате фатального сражения к западу от побережья Австралии в 1941 году. Прежде чем начать поиск «Сиднея», Мернс заявил, что задача в некотором смысле будет «чем-то большим, чем поиск «Титаника», потому что это очень важно для австралийцев».
В конце 2009 года Мернс добился ещё одного успеха, обнаружив «Кентавр», ещё одно потерянное австралийское судно, который было торпедировано у побережья Квинсленда японской подводной лодкой в 1943 году.
1 ноября 2010 года Мернс был награждён медалью ордена Австралии в знак признания за обнаружение пропавших кораблей.

## Публикации
- Hood and Bismarck (Pub. Channel 4, London) 2001.
- The Search for the Sydney (Pub. HarperCollins) 2009.
- The Shipwreck Hunter (Pub. Allen & Unwin) 2017.
- The Sinking of H.M.A.S. Sydney (Pub. HarperCollins) 2018.